# Orden der Krone von Thailand

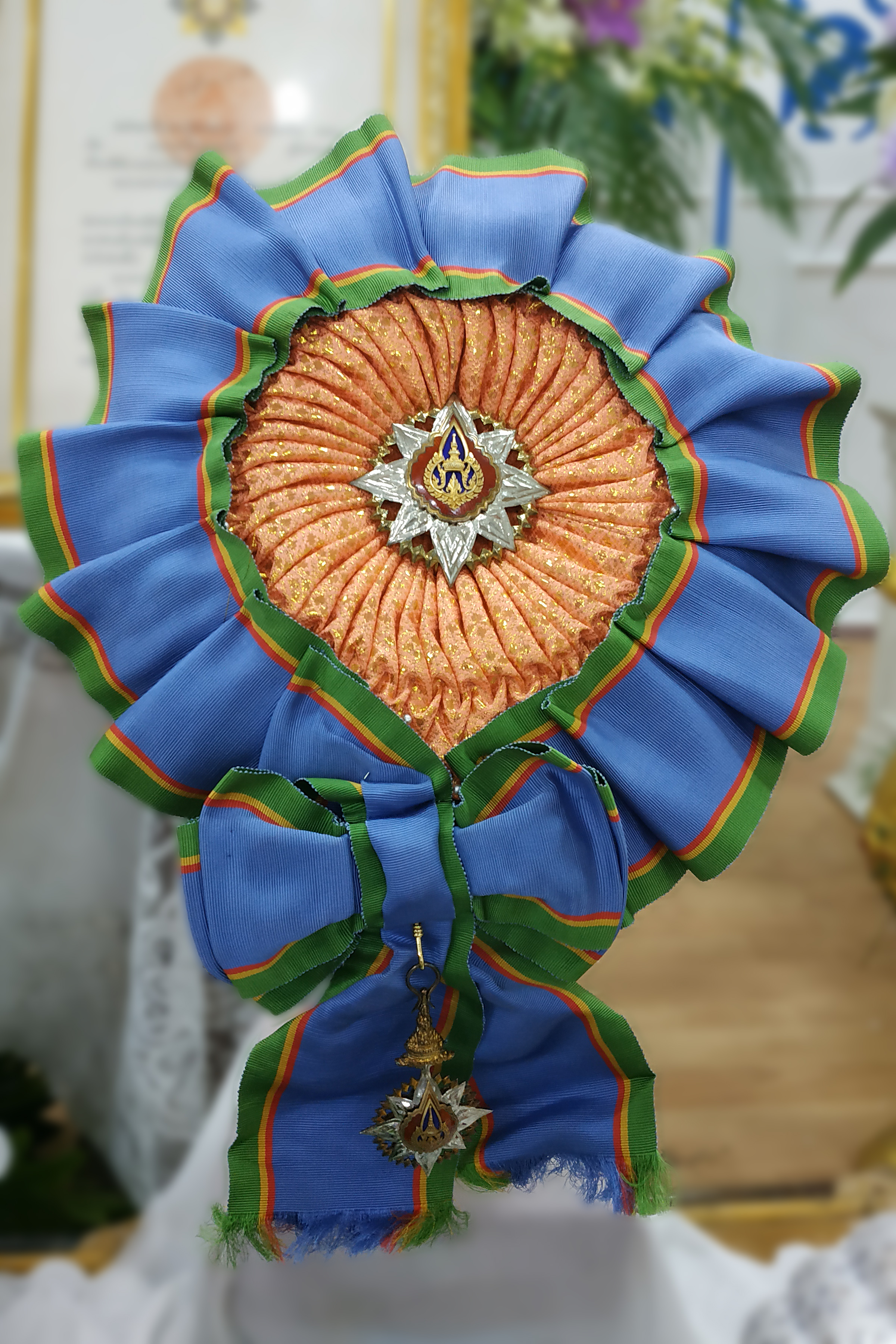
Großkreuz des Ordens der Krone von Thailand

Der Orden der Krone von Thailand, mit vollständiger Bezeichnung Der Sehr Ehrenwerte Orden der Krone von Thailand (Thai: เครื่องราชอิสริยาภรณ์ อันมีเกียรติยศยิ่งมงกุฎไทย, englisch The Most Noble Order of the Crown of Thailand), ist ein hoher königlich-thailändischer Orden.

## Geschichte
Der Orden wurde am 29. Dezember 1869 unter der Bezeichnung Orden der Siamesischen Krone durch König Chulalongkorn als allgemeiner Verdienstorden gestiftet und wird sowohl an Thais als auch ausländische Würdenträger für ihre Verdienste um das Königreich verliehen. 1932, mit der Umbenennung Siams in Thailand, wurde auch der Name des Ordens entsprechend geändert. Der regierende Monarch ist Großmeister des Ordens.

## Insignien
Ursprünglich als Bruststern in vier Klassen gestiftet, wurde der Orden 1873 in fünf Klassen gegliedert. Die Anzahl der Mitglieder war dabei beschränkt.
- Ritter mit Großkreuz auf 40 Mitglieder
- Großkomtur auf 100 Mitglieder
- Komtur auf 200 Mitglieder
- Gefolgsmann auf 400 Mitglieder
- Mitglied ohne Begrenzung

Per Statutenänderung von 1889 wurde der Orden um zwei Klassen – eine Goldene und Silberne Medaille – erweitert und gleichzeitig die Reglementierung der Mitglieder aufgehoben. 1918 erfolgte durch König Vajiravudh die Stiftung einer Sonderstufe, sowie 1941 die Schaffung einer Abteilung für Damen und Herren. Der Orden wird seither in acht Klassen verliehen:
- Ritter mit Großkordon (Sonderstufe)
  - Thai: มหาวชิรมงกุฎ (Maha Wachira Mongkut)
  - post-nominal: ม.ว.ม. (MWM)
- Ritter mit Großkreuz (1. Klasse)
  - Thai: ประถมาภรณ์มงกุฎไทย (Prathommaphon Mongkutthai)
  - post-nominal: ป.ม. (PM)
- Großkomtur (2. Klasse)
  - Thai: ทวีติยาภรณ์มงกุฎไทย (Thawitiyaphon Mongkutthai)
  - post-nominal: ท.ม. (ThM)
- Komtur (3. Klasse)
  - Thai: ตริตาภรณ์มงกุฎไทย (Tritaphon Mongkutthai)
  - post-nominal: ต.ม. (TM)
- Gefolgsmann (4. Klasse), entspricht international Offizier
  - Thai: จัตุรถาภรณ์มงกุฎไทย (Chaturaphon Mongkutthai)
  - post-nominal: จ.ม. (ChM)
- Mitglied (5. Klasse), entspricht international Ritter
  - Thai: เบญจมาภรณ์มงกุฎไทย (Benchamaphon Mongkutthai)
  - post-nominal: บ.ม. (BM)
- Goldene Medaille (6. Klasse)
  - Thai: เหรียญทองมงกุฎไทย (Rian Thong Mongkutthai)
  - post-nominal: ร.ท.ม. (RThM)
- Silberne Medaille (7. Klasse)
  - Thai: เหรียญเงินมงกุฎไทย (Rian Ngoen Mongkutthai)
  - post-nominal: ร.ง.ม. (RNgM)

Die Ordensdekoration ist ein runder Stern mit abwechselnden roten und grünen Lotosblättern als doppelter Rand. Darüber befindet sich eine Verzierung für den Tragering. Das runde Mittelschild hat ein goldenes Feld. Die Vorderseite zeigt in Gravur die siamesische Königskrone mit rechts und links angeordneten siebenstufigen Sonnenschirmen.
Auf der Rückseite der Auszeichnung hat das Mittelschild die Königsinitialen „จปร“, kurz für: „มหาจุฬาลงกรณ์ ปรมราชาธิราช“ (König Chulalongkorn der Große). Die Sonderstufe ist aus Gold, alle anderen Klassen sind aus Silber gefertigt.

## Trageweise
Die Sonderklasse wird an einer indigofarbenen Schärpe von der linken Schulter zur rechten Hüfte und das Großkreuz an einer blauen Schärpe von der rechten Schulter zur linken Hüfte getragen. Der Bruststern wird jeweils auf der linken Brust angebracht. Großkomtur und Komtur tragen die Auszeichnung als Halsorden, der Großkomtur zusätzlich mit einem etwas kleineren Bruststern. Offizier, Ritter und Träger der Medaille werden am Band auf der linken Brustseite dekoriert. Auf dem Band der Offiziere ist zusätzlich eine Rosette angebracht.
Der Bruststern ist ein aus grün und rot emaillierten Lotosblättern gebildeter Kranz. Mittig ist ein blau emailliertes Medaillon zu sehen, dass von einem Reif aus Edelsteinen umschlossen ist und von der thailändischen Königskrone überragt wird.
Das Ordensband der Klassen eins bis acht ist blau mit schmalen roten, gelben und grünen Seitenstreifen. Bei der Sonderstufe ist das Ordensband (wie auch die Schärpe) indigofarbend mit roten und weißen Seitenstreifen.
Damen tragen die dritte bis achte Klasse (jeweils die höchste Stufe) an einer Damenschleife.